# USS Stewart (DE-238)
Pour les articles homonymes, voir USS Stewart.
L'USS Stewart (DE-238) est un destroyer d'escorte de classe Edsall, le troisième navire de l'United States Navy ainsi nommé. Ce navire a été nommé en l'honneur du contre-amiral Charles Stewart (28 juillet 1778 - 6 novembre 1869), qui a commandé la frégate en bois à trois-mâts l'USS Constitution pendant la Guerre anglo-américaine de 1812.

## Historique
Ala fin de son service d'escorteur de convoi durant la seconde guerre mondiale, le Stewart est mis au service de la flotte de réserve de l'Atlantique à Philadelphie. Il a été mis hors service, en réserve, en janvier 1947 à Green Cove Springs, en Floride. Stewart a changé de zone d'amarrage à trois reprises entre 1947 et 1969, d'abord à Charleston en 1958, puis à Norfolk en 1959 et enfin à Orange, Texas en 1969. En 1972, le destroyer d'escorte a subi une inspection et une enquête et s'est avéré inapte à d'autres service naval. Par conséquent, il a été rayé de la Navy Directory (en) le 1er octobre 1972.

## Préservation
Le 25 juin 1974, l' USS Stewart et le sous-marin de classe Gato USS Cavalla ont été donnés par la marine américaine à la ville de Galveston pour être utilisés dans le cadre de l'American Undersea Warfare Center au Seawolf Park. Le parc municipal est un mémorial aux Texans morts pendant la Seconde Guerre mondiale et est situé sur Pelican Island. Les deux navires ont été placés, dans leur intégralité, sur un terrain surplombant la ville.
Stewart est l'un des deux seuls destroyers d'escorte conservés aux États-Unis, avec l'USS Slater de classe Cannon, et est le seul navire de classe Edsall à être préservé.
Il est désormais exposé au Seawolf Park près de Galveston au Texas en tant que navire musée qui est ouvert au public.
Il a été inscrit au registre national des lieux historiques des États-Unis en 2007.

## Galerie

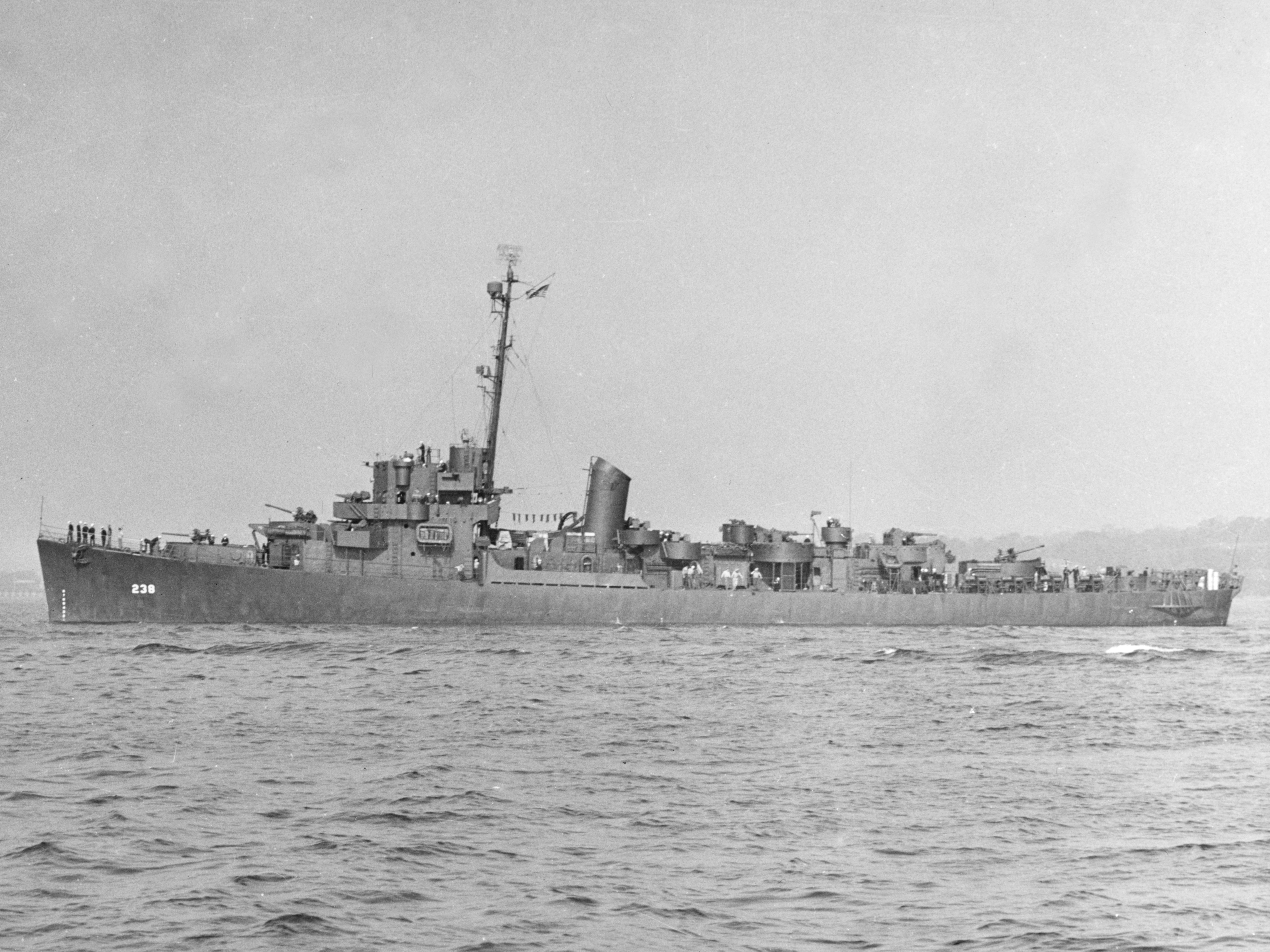
USS Stewart en juin 1945
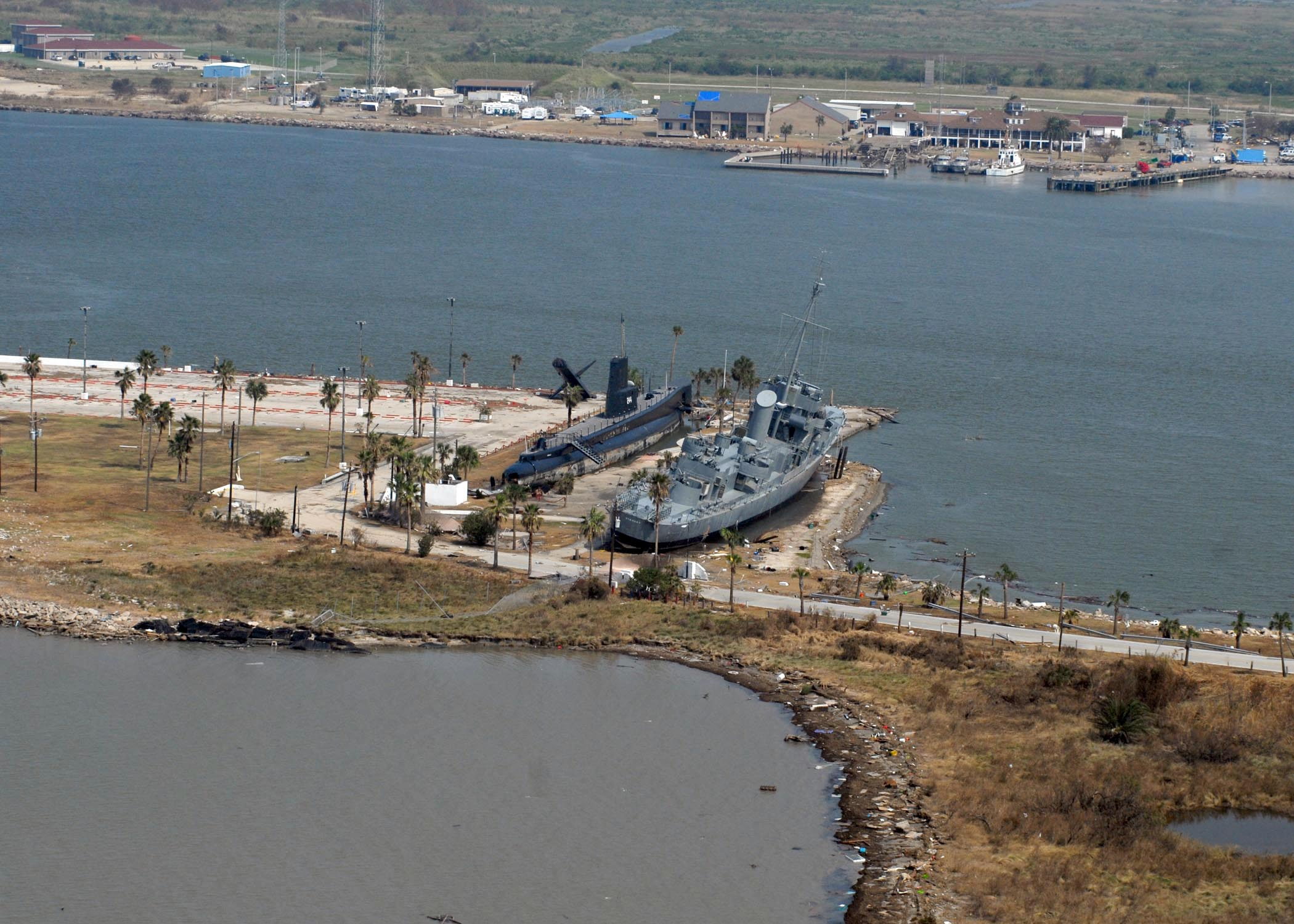
Seawolf Park